# Maria Farrugia
Maria Farrugia (* 9. Januar 2001 in Gozo) ist eine maltesische Fußballspielerin. Seit 2019 ist sie für die maltesische Fußballnationalmannschaft aktiv.

## Karriere
Farrugia wuchs in Gozo auf und begann in ihrer Kindheit mit dem Fußballspielen. Im Alter von 11 Jahren trat sie in der Akademie des Malta Football Association bei. Später zog sie nach Großbritannien.

### Verein
2019 unterschrieb sie beim AFC Sunderland. Ihr Debüt gab sie Februar 2019, als sie ein Spiel gegen Blackburn verlor. Im Juli 2021 unterzeichnete sie eine Verlängerung um ein Jahr bei Sunderland. Später wechselte sie 2022 zu Durham WFC. Seit 2023 spielt sie bei Lewes FC Women.

### Nationalmannschaft
Von 2016 bis 2017 war Farrugia für Malta U17 aktiv. Danach wechselte sie 2018 zur Malta U19. Seit 2019 spielt sie für die Maltesische Fußballnationalmannschaft der Frauen als Abwehrspieler. Bekannt wurde sie durch die FIFA-Qualifikation-Frauen 2022. Bisher absolvierte sie 32 Länderspiele.